# پیکتوپروفن
پیکتوپروفن (انگلیسی: Piketoprofen) (INN؛ نام تجاری Calmatel و Picalm) یک داروی ضد التهابی غیر استروئیدی (NSAID) است که برای استفاده موضعی به شکل کرم به کار می‌رود.